# 新潟県道580号柿高畑線
新潟県道580号柿高畑線（にいがたけんどう580ごう かきたかはたせん）は、新潟県長岡市内を通る一般県道である。

## 概要

### 路線データ
- 起点：新潟県長岡市柿町字山下4663番[1]
- 終点：新潟県長岡市高畑町（新潟県道472号村松長倉線交点）

## 地理

### 通過する自治体
- 新潟県長岡市

### 接続する道路
- 長岡市道（起点）
- 新潟県道472号村松長倉線（終点）